# PEOPLE (ゆずのアルバム)
『PEOPLE』（ピープル）は、ゆずの通算16枚目のオリジナルアルバム。2022年3月23日にセーニャ・アンド・カンパニーより発売された。

## 概要
『YUZUTOWN』以来、約2年ぶりのオリジナルアルバム。「そのときには」「公私混同」「NATSUMONOGATARI」「奇々怪界-KIKIKAIKAI-」の配信シングルとしてリリースされた楽曲や、すでにライブで披露されていた「春疾風」「ALWAYS」、阿部寛、北村匠海らが出演する映画『とんび』の主題歌「風信子」など計10曲が収録されている。
特典映像には、2021年10月25日に開催されたデビュー25周年突入記念弾き語りライブ 「YUZU TOUR 2021 謳おう × FUTARI in 日本武道館」のカメラ割りや音質など一から再編集を行ったライブ映像を収録している。
今作のアーティスト写真は、前年12月22日に約4年ぶりに開催された「冬至の日ライブ」の際にノエビアスタジアム神戸で撮影されたものである。

## 収録曲
1. Overture~PEOPLE~
  - Sound Produced by 蔦谷好位置
2. NATSUMONOGATARI
  - 作詞：北川悠仁 / 作曲：北川悠仁・蔦谷好位置 / Sound Produced by 蔦谷好位置

配信シングル。
3. 公私混同
  - 作詞・作曲：ゆず / Sound Produced by 蔦谷好位置

配信シングル。
日本テレビ系日曜ドラマ『親バカ青春白書』主題歌。
4. 風信子
  - 作詞・作曲：北川悠仁 / Sound Produced by 野間康介

映画『とんび』（瀬々敬久監督）主題歌。
5. 春疾風
  - 作詞・作曲：北川悠仁 / Sound Produced by 釣俊輔

2021年の配信ライブ「YUZU ONLINE LIVE 2021 YUZUTOWN / ALWAYS YUZUTOWN」で初披露された楽曲。
北川が嵐に提供及びゆずとしてセルフカバーした「夏疾風」の春バージョン。歌詞・編曲共に「夏疾風」とは異なるアレンジがなされている。
6. 奇々怪界-KIKIKAIKAI-
  - 作詞：岩沢厚治 / 作曲：岩沢厚治・Giga・TeddyLoid / Sound Produced by Giga・TeddyLoid

配信シングル。
7. あの手この手
  - 作詞・作曲：北川悠仁 / Sound Produced by PRIMAGIC
8. 六角形
  - 作詞・作曲：岩沢厚治 / Arranged by 須藤優
9. ALWAYS 
  - 作詞・作曲：北川悠仁 / Arranged by 斎藤有太

「春疾風」同様、「YUZU ONLINE LIVE 2021 YUZUTOWN / ALWAYS YUZUTOWN」で初披露された楽曲。
アルバム発売に先駆け、発売1週間前である3月16日に先行配信され、同日に全編ピクセルアートによるMVも公開された。
10. そのときには
  - 作詞・作曲：北川悠仁 / Arranged by ゆず

配信シングル。
アルバムの詳細を発表する直前まで収録するか迷っていたという。

### 初回限定盤 (DVD・Blu-ray共通)
デビュー25周年突入記念ライブ「YUZU TOUR 2021 謳おう × FUTARI in 日本武道館」
1. わだち
2. 少年
3. 旅立ちのナンバー
4. シャララン
5. ウソっぱち
6. くず星
7. 翔
8. 朝もやけ
9. 友達の唄
10. 虹
11. 始発列車
12. サヨナラバス
13. 地下街
14. 贈る詩
15. ワンダフルワールド
16. タッタ
17. イマサラ
18. 夏色
19. 栄光の架橋

## 演奏
- 北川悠仁：Vocal, Acoustic Guitar, Tambourine
- 岩沢厚治：Vocal, Acoustic Guitar, Harmonica
- 蔦谷好位置：Programming, All other instruments (#1.2.3)
- 角野隼斗：Acoustic Piano (#1.2), Toy Piano (#1)
- Park：Electric Bass
- 佐々木貴之：Acoustic Guitar, Electric Guitar (#2)
- ハマ・オカモト：Electric Bass (#3)
- 磯貝一樹：Electric Guitar (#3)
- 湯本淳希：Trumpet (#3)
- 野間康介：Programming, All other instruments (#4)
- 宮川剛：Drums (#4)
- 柳野裕季：Electric Bass (#4.7)
- 生本直毅：Acoustic Guitar, Electric Guitar (#4.7)
- 吉田宇宙：Violin, Viola (#4)
- 林田順平：V.Cello (#4)
- 釣俊輔：12 Strings Acoustic Guitar, Programming, All other instruments (#5)
- 岩澤駿：Percussions (#5)
- PRIMAGIC：Programming, All other instruments (#7)
- 須藤優：Electric Bass, Programming, All other instruments (#8)
- 朝倉真司：Percussions (#8)
- 宗本康兵：Acoustic Piano, Organ (#8)
- 真壁陽平：Acoustic Guitar, Electric Guitar (#8)
- 斎藤有太：Acoustic Piano, All other instruments (#9)
- 山木秀夫：Drums (#9)
- 種子田健：Electric Bass (#9)
- 佐橋佳幸：Acoustic Guitar, Electric Guitar, Mandolin (#9)
- 金原千恵子ストリングス：Strings (#9)
- 庵原良司：Flute (#9)